# Marpesia petreus
Espèce
Marpesia petreus est une espèce américaine d'insectes lépidoptères de la famille des Nymphalidae, de la sous-famille  des Limenitidinae et du genre Marpesia.

## Distribution géographique
On trouve cette espèce au Brésil et vers le nord en Amérique centrale, au Mexique et aux Caraïbes ainsi que dans le Sud de la Floride. Elle peut s'égarer en Arizona, au Colorado, au Nebraska, au Kansas et dans le Sud du Texas.

## Description
L'imago de Marpesia petreus est un papillon d'une envergure de 70 à 95 mm.

## Biologie
La chenille se nourrit sur les figuiers (Ficus carica et Ficus citrifolia).